# Julian Wojtusik
Julian Wojtusik (ur. 2 sierpnia 1917 w Borysławiu, zm. 31 stycznia 2005 w Kielcach) – pułkownik, uczestnik II wojny światowej w szeregach Armii Czerwonej i Wojska Polskiego, funkcjonariusz aparatu bezpieczeństwa PRL i Milicji Obywatelskiej.

## Życiorys
Syn Władysława. W II RP skończył szkołę podstawową, a w 1951 liceum ogólnokształcące dla pracujących w Rzeszowie. 
W 1940 wcielony do Armii Czerwonej, na przełomie 1941/1942 brał udział  w walkach pod Moskwą, gdzie został ranny, w maju 1943 wstąpił do 1 DP im. T. Kościuszki.
W 1944 skończył kurs NKWD w Kujbyszewie i rozkazem kierownika Resortu Bezpieczeństwa Publicznego Stanisława Radkiewicza z 16 sierpnia 1944 skierowany w stopniu chorążego do pracy w Wojewódzkim Urzędzie Bezpieczeństwa Publicznego w Rzeszowie. 7 września 1944 skierowany przez pełnomocnika kierownika resortu mjr Mieczysława Broniatowskiego na stanowisko p.o. kierownika PUBP w Brzozowie i mianowany podporucznikiem. 29 stycznia 1945 jako porucznik został przeniesiony na stanowisko kierownika PUBP w Dębicy.
Później, jako kapitan, został naczelnikiem Wydziału Szkolenia WUBP w Rzeszowie, a 12 kwietnia w stopniu majora mianowany zastępcą szefa WUBP w Zielonej Górze (do 27 grudnia 1956). Po powstaniu Służby Bezpieczeństwa został zastępcą komendanta wojewódzkiego MO ds. bezpieczeństwa w tym mieście. 15 lipca 1959 w stopniu podpułkownika przeniesiony na analogiczne stanowisko do Kielc, gdzie 1 marca 1966 został I zastępcą komendanta wojewódzkiego MO ds. SB (do 5 czerwca 1970).

## Odznaczenia
Odznaczony m.in. 
- Krzyżem Kawalerskim Orderu Odrodzenia Polski
- Srebrnym Krzyżem Zasługi (1946)[1]
- Medalem za Długoletnie Pożycie Małżeńskie (2000)[2].

Został pochowany w Kielcach.